# Grande Prêmio Brasil Caixa de Atletismo

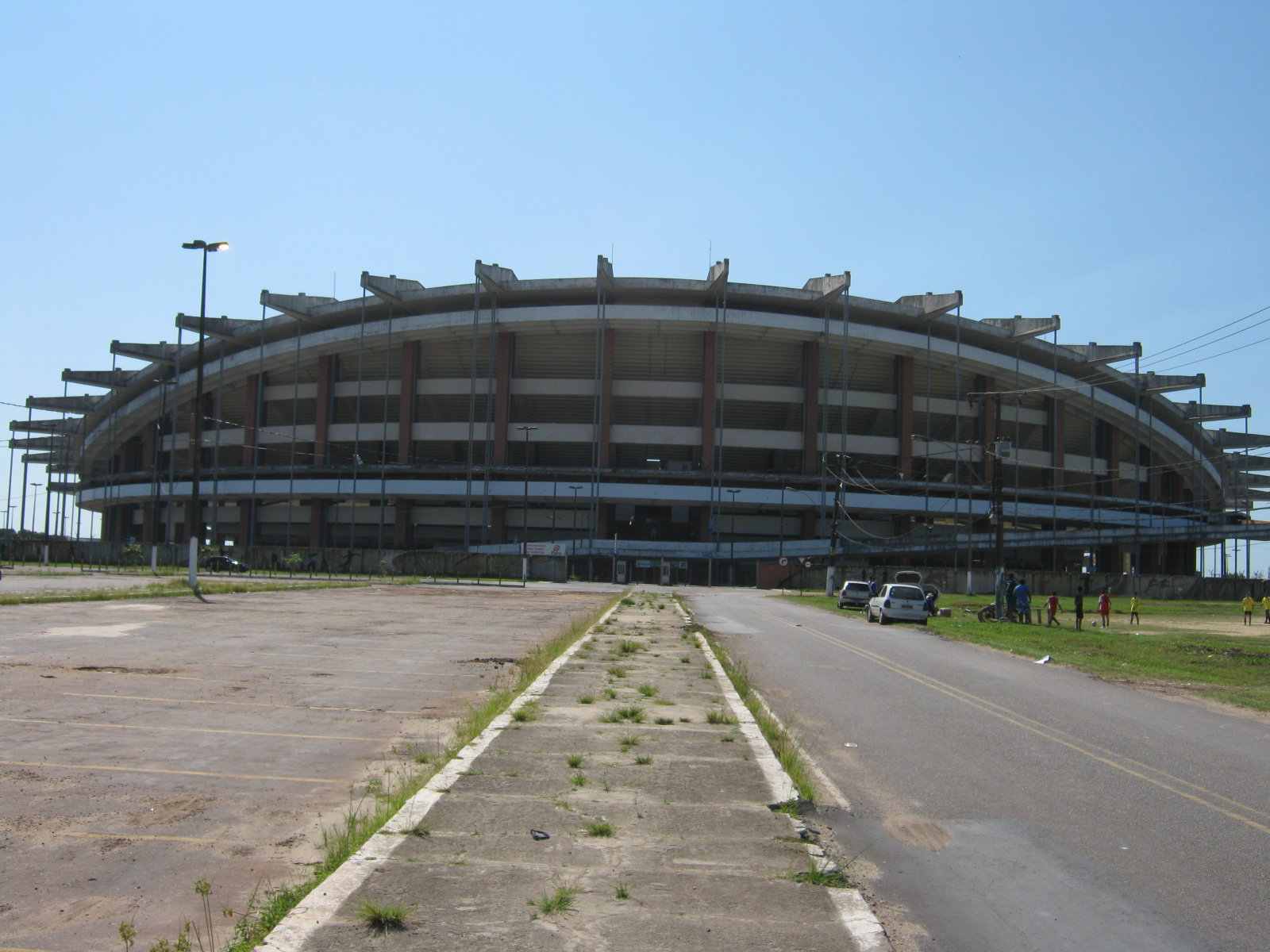
Estádio Olímpico do Pará in Belém (2009), wo das Meeting von 2002 bis 2009 stattfand

Das Grande Prêmio Brasil Caixa de Atletismo ist eine Leichtathletikveranstaltung in Brasilien.

## Geschichte
Das erste Mal wurde die Veranstaltung 1985 im Estádio Ícaro de Castro Melo in São Paulo durchgeführt, wo es dann auch die folgenden zehn Jahre stattfand. Im Jahr 1996 wechselte der Austragungsort erstmals, man ging nach Rio de Janeiro ins Estádio Célio de Barros; hier blieb das Meeting bis 2001. Im Folgejahr wechselte der Standort erneut, dieses Mal ins renovierte Estádio Olímpico do Pará nach Belém, wo die Veranstaltung bis 2009 stattfand. Danach, von 2010 bis 2012, folgte die Rückkehr nach Rio de Janeiro, dieses Mal in das Olympiastadion, bevor für die nächsten zwei Jahre wieder Belém Austragungsort war. Im Jahre 2015 fand das Meeting erstmals nicht statt. In den Jahren 2016 und 2017 diente die Arena Caixa Atletismo in São Bernardo do Campo als Veranstaltungsort und seit 2018 findet das Meeting im National Training Centre in Bragança Paulista statt.
Seit 2010 gehört es zur World-Challenge-Serie.

## Veranstaltungsrekorde

### Männer
| Disziplin         | Rekord   | Athlet                                                                         | Land                | Datum        |
| ----------------- | -------- | ------------------------------------------------------------------------------ | ------------------- | ------------ |
| 100 m             | 9,99     | Daniel Bailey                                                                  | Trinidad und Tobago | 24. Mai 2009 |
| 200 m             | 20,02    | Michael Johnson                                                                | Vereinigte Staaten  | 19. Mai 1991 |
| 400 m             | 44,45    | Leonard Byrd                                                                   | Vereinigte Staaten  | 5. Mai 2002  |
| 800 m             | 1:44,52  | Gilbert Kipchoge                                                               | Kenia               | 25. Mai 2008 |
| 1000 m            | 2:18,70  | Justus Koech                                                                   | Kenia               | 21. Mai 2006 |
| 1500 m            | 3:34,99  | Noureddine Morceli                                                             | Algerien            | 3. Mai 1998  |
| 3000 m            | 7:43,15  | Simon Chemoiywo                                                                | Kenia               | 14. Mai 1995 |
| 5000 m            | 13:17,64 | Abraham Chebii                                                                 | Kenia               | 23. Mai 2010 |
| 10.000 m          | 28:21,25 | Robert Sigei Kipngetich                                                        | Kenia               | 24. Mai 2009 |
| 110 m Hürden      | 13,30    | Jack Pierce                                                                    | Vereinigte Staaten  | 14. Mai 1995 |
| 110 m Hürden      | 13,30    | Redelén dos Santos                                                             | Brasilien           | 22. Mai 2005 |
| 400 m Hürden      | 48,12    | Samuel Matete                                                                  | Sambia              | 4. Mai 1996  |
| 3000 m Hindernis  | 8:26,95  | Patrick Langat                                                                 | Kenia               | 25. Mai 2008 |
| 4 × 100 m Staffel | 38,63    | Carlos Roberto Pio de Maraes Junior Sandro Viana Nilson André Diego Cavalcanti | Brasilien           | 20. Mai 2012 |
| 4 × 400 m Staffel | 3:01,88  | Alberto Bravo Arturo Ramirez Jose Meléndez Omar Longart                        | Venezuela           | 20. Mai 2012 |
| Hochsprung        | 2,36     | Javier Sotomayor                                                               | Kuba                | 21. Mai 1994 |
| Stabhochsprung    | 5,92     | Dean Starkey                                                                   | Vereinigte Staaten  | 21. Mai 1994 |
| Weitsprung        | 8,51     | Roland McGhee                                                                  | Vereinigte Staaten  | 14. Mai 1995 |
| Dreisprung        | 17,90    | Jadel Gregório                                                                 | Brasilien           | 20. Mai 2007 |
| Kugelstoßen       | 21,82    | Darlan Romani                                                                  | Brasilien           | 3. Juni 2017 |
| Diskuswurf        | 67,02    | Attila Horvath                                                                 | Ungarn              | 19. Mai 1991 |
| Hammerwurf        | 79,90    | Primož Kozmus                                                                  | Slowenien           | 24. Mai 2009 |
| Speerwurf         | 88,20    | Jan Železný                                                                    | Tschechien          | 14. Mai 1995 |

### Frauen
| Disziplin         | Rekord  | Athletin                                                         | Land               | Datum              |
| ----------------- | ------- | ---------------------------------------------------------------- | ------------------ | ------------------ |
| 100 m             | 11,05   | Ana Cláudia Silva                                                | Brasilien          | 12. Mai 2013       |
| 200 m             | 22,43   | Gwen Torrence                                                    | Vereinigte Staaten | 14. Mai 1995       |
| 400 m             | 50,38   | Rochelle Stevens                                                 | Vereinigte Staaten | 17. Mai 1992       |
| 800 m             | 1:57,38 | Maria Mutola                                                     | Mosambik           | 16. Mai 1993       |
| 1500 m            | 4:12,03 | Mardrea Hyman                                                    | Jamaika            | 5. Mai 2002        |
| 3000 m            | 8:52,16 | Daisy Jepkemei                                                   | Kenia              | 28. April 2019     |
| 110 m Hürden      | 12,64   | Brigitte Foster                                                  | Jamaika            | 5. Mai 2002        |
| 110 m Hürden      | 12,64   | Priscilla Lopes                                                  | Kanada             | 20. Mai 2007       |
| 400 m Hürden      | 53,56   | Lashinda Demus                                                   | Vereinigte Staaten | 22. Mai 2005       |
| 3000 m Hindernis  | 9:31,03 | Salima Elouali Alami                                             | Marokko            | 20. Mai 2012       |
| 4 × 100 m Staffel | 43,01   | Ana Cláudia Silva Vanda Gomes Evelyn dos Santos Rosângela Santos | Brasilien          | 20. Mai 2012       |
| 4 × 400 m Staffel | 3:31,79 | Geisa Coutinho Lucimar Teadoro Joelma Sousa Jailma de Lima       | Brasilien          | 20. Mai 2012       |
| Hochsprung        | 2,00    | Stefka Kostadinowa                                               | Bulgarien          | 21. September 1986 |
| Stabhochsprung    | 4,75    | Fabiana Murer                                                    | Brasilien          | 23. Mai 2010       |
| Weitsprung        | 7,10    | Inessa Krawez                                                    | Ukraine            | 20. Mai 1990       |
| Dreisprung        | 14,81   | Trecia Smith                                                     | Jamaika            | 22. Mai 2005       |
| Kugelstoßen       | 20,73   | Wita Pawlysch                                                    | Ukraine            | 4. Mai 1997        |
| Diskuswurf        | 66,67   | Olena Antonowa                                                   | Ukraine            | 14. Mai 2000       |
| Hammerwurf        | 78,00   | Anita Włodarczyk                                                 | Polen              | 3. Juni 2017       |
| Speerwurf         | 62,33   | Osleidys Menéndez                                                | Kuba               | 21. Mai 2006       |